# Pilgrim Trust
Le Pilgrim Trust est une fondation caritative du Royaume-Uni. Son siège est à Londres et a le statut d'association caritative selon la loi anglaise.
Le Trust est créée en 1930 avec une dotation de deux millions de livres sterling par le philanthrope américain Edward Harkness. Son premier conseil d'administration est constitué par Stanley Baldwin, James Irvine, Josiah Stamp, John Buchan et Hugh Macmillan. Son premier secrétaire est Thomas Jones.